# Coin Master
Coin Master ist ein seit 2015 vertriebenes Onlinespiel, das als App auf Smartphones gespielt werden kann. Es steht in der Kritik, Kinder und Jugendliche gezielt ans Glücksspiel heranzuführen.

## Spielprinzip
Ziel des Spiels ist es, ein virtuelles Dorf aufzubauen und zu erhalten. Jedes Level stellt ein anderes Dorf dar, es existieren mindestens 472 Level. Das höchste Level stellt eine Spielhalle dar. Investitionen ins virtuelle Dorf werden durch virtuelles Geld, sogenannte „Coins“, finanziert. Neue Coins kann man durch einen simulierten einarmigen Banditen gewinnen, für den pro Stunde fünf Versuche zur Verfügung stehen. Durch Echtgeldzahlung über die App kann der Nutzer zusätzliche Versuche erwerben. Kostenpflichtig sind außerdem Zukäufe von virtuellem Tierfutter für den Dorfbetrieb.
Die optische Erscheinung des Spiels richtet sich an Kinder. Tierfiguren und Spielelemente sind niedlich und bunt gestaltet. Das Spiel, das ursprünglich ohne Altersfreigabe erhältlich war, wurde nach Kritik im iOS App Store für Nutzer ab 17 Jahren, im Google Play Store für Nutzer ab 16 Jahren, aber im Amazon Appstore weiterhin ab 0 Jahren freigegeben. Artverwandte Spiele sind ebenfalls weiterhin ab 0 Jahren freigegeben. Das Spiel wurde weltweit über 50 Millionen Mal heruntergeladen.

## Entwickler
Coin Master ist die einzige App des israelischen Anbieters Moon Active. Finanziell involviert sind oder waren Gigi Levy-Weiss, der ehemalige Chef des Online-Casino-Betreibers 888 Holdings, Norbert Teufelberger, der Gründer der Sportwetten-Plattform bwin, und ein von Evan Hoff gegründetes Unternehmen, das in Glücksspiel-Automaten investiert. Laut Moon Active besitzen diese Personen insgesamt weniger als 15 Prozent der Anteile. Teufelberger habe dabei während einer Beratungstätigkeit in ein Unternehmen investiert, das bis 2017 Anteile an den Hersteller von Coin Master hielt.
Coin Master befindet sich seit 2015 auf dem Markt. Mit dem Spiel soll gemäß SensorTower Anfang 2019 ein monatlicher Umsatz von 11 Millionen US-Dollar weltweit gemacht worden sein. Laut eigenen Angaben verdiente der Entwickler mit Coin Master von 2015 bis 2023 drei Milliarden US-Dollar. Das Spiel soll insgesamt über 300 Millionen Mal heruntergeladen worden sein.

## Werbung
Die Webvideoproduzenten und Influencer Bianca Claßen (BibisBeautyPalace) und Simon Desue, aber auch Daniela Katzenberger, Dieter Bohlen und Pietro Lombardi wurden für Werbung für das Spiel durch Online-Videos, Clips und Songs engagiert. Die Kooperation mit Claßen wurde nach Kritik wegen ihrer mutmaßlich jungen Zielgruppe eingestellt. Auch im Ausland wird mit Influencern und TV-Persönlichkeiten für das Spiel geworben, beispielsweise mit Jianhao Tan in Singapur und mit Charlotte Crosby im Vereinigten Königreich sowie David Beckham und NeNe Leakes in den USA.

## Kritik
Die britische Spielewebsite Pocket Gamer nannte Coin Master im Februar 2018 eine als Spiel getarnte Slot-Maschine.
Im Juli 2019 kritisierte der Saarländische Rundfunk in einem Beitrag das Spielprinzip von Coin Master, wenige Wochen später erschien ein weiterer kritischer Artikel auf OMR.com. Die kindgerechte Optik verführe vor allem Kinder zum Spiel. Die Nutzung eines virtuellen einarmigen Banditen sei letztlich Glückspiel statt Strategiespiel. Der Hersteller generiere somit mit einem süchtig machenden Spielkonzept hohe Einnahmen und führe Kinder ins Glückspiel ein.
Die Landesanstalt für Medien Nordrhein-Westfalen warnte bereits im August 2019 vor dem Spiel und kritisierte die auf Kinder und Jugendliche ausgerichtete Werbung, nicht aber das Spiel selbst. Jörg Schieb bemängelte, dass Kinder mit dem Spiel „auf Glücksspiel getrimmt“ würden, und sie von der Landesanstalt für Medien Nordrhein-Westfalen nicht davor geschützt würden. In den Folgemonaten berichtete zunächst Der Spiegel, dann mehrere Games-Portale, aber auch zahlreiche weitere regionale und überregionale Medien über das Spiel und schlossen sich dieser Kritik an. Auch der Elternratgeber Schau hin! befasst sich mit dem Handyspiel und merkte an, dass Jugendschützer sie als „Einstiegsdroge ins Glücksspiel“ sähen.
Am 10. Oktober 2019 widmete sich Jan Böhmermann im Neo Magazin Royale dem Spiel und richtete seine Kritik nicht nur an die werbenden Influencer, sondern auch an das Spielkonzept und die Glückspiel-Finanziers hinter Moon Active. Böhmermann wies außerdem darauf hin, dass Coin Master nicht als Glücksspiel deklariert sei, obwohl es deutliche Züge eines solchen Spiels zeige. Sichtbar werde dies unter anderem darin, dass das höchste Spiellevel eine virtuelle Spielhalle sei. In seinem Beitrag zitiert Böhmermann mehrfach aus Statements des Bremer Glückspielforschers Tobias Hayer. Sogenanntes „simuliertes Glücksspiel“ falle nicht unter das Jugendschutzgesetz, weshalb das Spiel ursprünglich eine Altersfreigabe von USK 0 erhalten konnte. Die zuständige Kontrollbehörde habe bislang das Spiel nicht geprüft. Böhmermann rief Antragsberechtigte dazu auf, bei der Bundesprüfstelle für jugendgefährdende Medien (BPjM) einen Prüfantrag für das Spiel zu stellen. Am Folgetag meldete die Prüfstelle den Eingang zahlreicher Anträge, und ihre Vorsitzende Martina Hannak bestätigte, dass ein Verfahren eingeleitet wurde.
Zahlreiche Print- und Onlinemedien griffen den Beitrag Böhmermanns auf, darunter auch weitere Computer- und Spiele-Portale.
Am 4. März 2020 hat die BPjM auf Nicht-Indizierung des Spieles entschieden. Laut Meldung der BPjM vom Folgetag sah das 12-köpfige Gremium den Tatbestand der Verherrlichung oder Verharmlosung von Glücksspiel als nicht erfüllt an, was „insbesondere darauf zurückzuführen ist, dass die Visualisierung der Spielautomaten auch von echten Spielautomaten abweichende Elemente aufweist, der Spielfluss immer wieder durch andere Spielhandlungen unterbrochen wird und neben dem Gewinn von Coins weitere für das Spiel relevante Alternativen gewonnen werden können.“ Es könne nicht mit der erforderlichen Wahrscheinlichkeit davon ausgegangen werden, dass die Spielhandlung realweltliches Verhalten verursacht. Die Erfassung einer solchen jugendgefährdenden Wirkung bedürfe „einer grundsätzlichen Erweiterung der gefestigten und durch Rechtsprechung bestätigten Spruchpraxis der Bundesprüfstelle zu Konsummitteln mit Suchtgefährdungspotential um den Tatbestand der Verherrlichung bzw. Verharmlosung von Glücksspiel“. Von der sogenannten Spielanlage ausgehende Gefahren wie exzessive Nutzung sowie finanzielle Schädigungen von Minderjährigen seien nicht Gegenstand des Verfahrens gewesen, weil das maßgebliche Jugendschutzgesetz aktuell keine solchen, sogenannten Interaktionsrisiken erfasse.
Ein von der Landesanstalt für Medien NRW in Abstimmung mit der Kommission für Jugendmedienschutz gegen Moon Active eingeleitetes Verfahren wurde am 3. April 2020 rechtskräftig abgeschlossen. Der außereuropäische Anbieter habe eine hohe Kooperationsbereitschaft gezeigt, den deutschen Jugendschutzanforderungen gerecht zu werden. Innerhalb von Coin Master werde nun eine doppelte Altersbestätigung verlangt und ein ausdrücklicher Hinweis auf die optionale Deaktivierung von In-App-Käufen werde angezeigt. Zudem sei die Marketing-Strategie, die „Influencer wie Daniela Katzenberger, Bibis Beauty Palace und Dieter Bohlen“ nutze, für Deutschland eingestellt worden. Damit werde der Landesanstalt für Medien NRW zufolge deutlich, dass sich das Angebot nicht an Kinder richtet.